# Дома Промкомбината
Дома Промкомбината — посёлок в Щёкинском районе Тульской области в составе Ломинцевского сельского поселения.

## География
Находится в центральной части Тульской области у восточной окраины города Щёкино, административного центра района.

## История
Учитывается с 2006 года.

## Население
Постоянное население составляло 11 человек в 2010 года.